# خانه خوش چی
خانه خوش چی (ژاپنی: チーズスイートホーム هپبورن: Chīzu Suīto Hōmu) یک مجموعه مانگا ژاپنی نوشته و طراحی شده توسط کونامی کاناتا است که از سال ۲۰۰۴ تا ۲۰۱۵ به‌وسیلهٔ کودانشا در هفته‌نامهٔ مورنینگ به چاپ می‌رسید، و تمام فصل‌های آن در دوازده جلد تانکوبون جمع‌آوری و چاپ شدند. بر اساس این مانگا یک مجموعه تلویزیونی انیمه به تعداد ۱۰۴ قسمت (هر قسمت به مدت ۳ دقیقه) توسط استودیو مدهاوس دستمایه اقتباس قرار گرفت و از ۳۱ مارس ۲۰۰۸ تا ۲۶ سپتامبر همان سال در شبکهٔ تی‌وی توکیو پخش شد. همچنین فصل دوم انیمه نیز به تعداد ۱۰۴ قسمت با عنوان آدرس جدید چی از مارس تا سپتامبر ۲۰۰۹ پخش شد.

## خلاصه داستان
بچه گربه‌ای خاکستری و سفید با خط‌های سیاه، یک روز در حالی که با خانواده‌اش برای گردش بیرون رفته بود، از مادر و خواهر و برادرهایش جدا می‌شود. بچه گربه برای یافتن خانواده‌اش تقلا می‌کند اما در عوض توسط پسربچه‌ای به نام یوهی و مادرش میوا پیدا می‌شود. آنها بچه گربه را به خانه می‌برند، اما از آنجا که نگهداری از حیوانات خانگی در مجتمع مسکونی‌شان ممنوع است، سعی می‌کنند برایش خانه‌ای جدید پیدا کنند. 
این کار دشوارتر از آنچه فکر می‌کردند از آب درمی‌آید و در نهایت خانواده تصمیم می‌گیرند بچه گربه را نگه دارند. هنگام آموزش نظافت به بچه گربه، او به اشتباه به نام "چی" (که از "شی" در کلمه ژاپنی "شیکو" به معنای ادرار گرفته شده) پاسخ می‌دهد و این نام برایش می‌ماند. 
چی از آن پس با خانواده جدیدش زندگی می‌کند و چیزهای مختلفی یاد می‌گیرد. او با آدم‌ها و حیوانات جدیدی آشنا می‌شود و ماجراهای شیرین و گاه خنده‌داری را تجربه می‌کند. این بچه گربه کنجکاو و بازیگوش به تدریج با زندگی در کنار انسان‌ها خو می‌گیرد و رابطه عمیقی بین او و خانواده‌اش شکل می‌گیرد.